# Otitis
L'otitis és un terme designat per a la inflamació o infecció de l'orella, tant en éssers humans com en d'altres animals. Pot ser causat pel fluid dins l'orella o el mal posicionament de la trompa d'Eustaqui.
Un dels dos tipus principals és l'otitis mitjana aguda (OMA) (en anglès: acute otitis media (AOM)), una infecció d'inici ràpid que normalment presenta dolor d'oïda. En nens petits això pot resultar en augment de plor i pèrdua de la son. L'altre tipus principal és l'otitis mitjana amb efusió (OME), normalment no associada amb símptomes, tot i que ocasionalment es defineix com la presència de fluid no infecciós a l'orella mitjana que pot persistir durant setmanes o mesos sovint després d'un episodi d'otitis mitjana aguda. Pot ser una complicació de l'otitis mitjana aguda. Els tres tipus d'otitis mitjana poden estar associats amb la pèrdua d'audició.

## Infants
Els nens tenen més probabilitats de patir otitis respecte als adults degut a la posició de la trompa d'Eustaqui. En aquesta postura facilita el pas d'infeccions nasals. Els nens que pateixen pèrdua d'audició -per causes com l'otitis- durant freqüents o llargs períodes, poden tenir problemes en el desenvolupament de la parla. Els factors de risc inclouen l'exposició al fum, l'ús de pacificadors i l'assistència a la guarderia. Es produeix més comunament entre els pobles indígenes i els que tenen fissura llavi i paladar o síndrome de Down. Els OMS es produeixen amb freqüència després de l'OMA i poden estar relacionats amb infeccions respiratòries víriques superiors, irritants com el fum o les al·lèrgies. Els signes de l'OMA inclouen la protuberància o la manca de moviment de la membrana timpànica des d'una calada d'aire.
Una sèrie de mesures disminueixen el risc de patir otitis, incloent-hi la vacunació pneumocòccica i de la grip, la lactància materna i evitar el fum del tabac. L'ús de medicaments contra el dolor per a l'OMA és important. Això pot incloure paracetamol (acetaminofen), ibuprofèn, gotes d'orella benzocaïna o opioides. En l'OMA, els antibiòtics poden accelerar la recuperació, però poden resultar en efectes secundaris. Els antibiòtics són sovint recomanats en aquells que tenen una malaltia greu o menys de dos anys. Els antibiòtics d'elecció inicial són típicament amoxicil·lina. En els nens amb otitis mitjana amb antibiòtics d'efusió poden augmentar la resolució dels símptomes, però poden causar diarrea, vòmits i erupcions cutànies.
L'OMA mundial afecta al voltant de l'11% de les persones a l'any (entre 325 i 710 milions de casos). La meitat dels casos impliquen nens menors de cinc anys i és més comú entre els homes. Dels afectats aproximadament el 4,8% o 31 milions desenvolupen otitis mitjana supurativa crònica. El nombre total de persones amb OMSC (otitis mitjana supurativa crònica) s'estima en 65–330 milions de persones. Abans dels deu anys, l'OME afecta al voltant del 80% dels nens en algun moment. L'otitis va resultar en 3.200 morts el 2015 – i des de 4.900 morts el 1990.

## Conceptes bàsics
Segons la localització, es subdivideix en:
L'otitis externa, afecta l'orella externa, gairebé sempre el conducte auditiu extern. L'orella fa mal quan es toca.
L'otitis mitjana afecta l'orella mitjana. S'acumula material d'aspecte serós o purulent a la caixa timpànica, i sovint comporta una perforació del timpà per on surt. Aquesta infecció és molt comuna durant la infància i a vegades requereix un procediment quirúrgic anomenat miringotomia, amb la inserció d'un drenatge.
L'otitis interna afecta l'orella interna. Sovint, amb l'afectació del laberint, el vertigen perifèric és un símptoma comú. L'afectació de la còclea ocasiona hipoacúsia.

## Senyals i símptomes
El símptoma principal de l'otitis aguda és el dolor de l'orella; altres possibles símptomes inclouen febre, disminució de l'oïda durant els períodes de malaltia, sensibilitat a la pell de sobre de l'orella, descàrrega purulent de les orelles, irritabilitat, sensació de bloqueig de l'orella i diarrea (en infants). Atès que un episodi d'otitis mitjana sol precipitar-se per una infecció del tracte respiratori superior, sovint hi ha símptomes d'acompanyament com una tos i una secreció nasal. També es pot experimentar una sensació de pressió a l'orella.
La secreció de l'orella pot ser causada per l'otitis mitjana aguda amb perforació del timpà, l'otitis mitjana suppurativa crònica, l'otitis timpanostomia o l'otitis externa aguda. El trauma, com una fractura cranial basilar, també pot conduir a l'otorrea del líquid cefalorraquidi (secreció de la PPC de l'orella) a causa del drenatge de la medul·la cerebral del cervell i la seva coberta.
La causa comuna de totes les formes d'otitis és la disfunció del tub d'Eustaqui. Això és normalment a causa de la inflamació de les membranes mucoses de la nasofaringe, que pot ser causada per una infecció del tracte respiratori superior viral (URTI), de la gola de l'estrep, o possiblement per al·lèrgies.
Per reflux o aspiració de secrecions no desitjades de la nasofaringe a l'espai normalment estèril de l'orella mitjana, el fluid pot infectar-se, normalment amb bacteris. El virus que va causar la infecció respiratòria superior inicial es pot identificar com el patogen que causa la infecció.

## Causes
La causa comuna de totes les formes d'otitis és la disfunció del tub d'Eustaqui. Això és normalment a causa de la inflamació de les membranes mucoses de la nasofaringe, que pot ser causada per una infecció del tracte respiratori superior viral, de la gola de l'estrep, o possiblement per al·lèrgies.
Per reflux o aspiració de secrecions no desitjades de la nasofaringe a l'espai normalment estèril de l'orella mitjana, el fluid pot infectar-se, habitualment amb bacteris. El virus que va causar la infecció respiratòria superior inicial es pot identificar com el patogen que causa la infecció.

## Diagnòstic
Com que els seus típics símptomes se solapen amb altres condicions, com l'otitis externa aguda, els símptomes per si sols no són suficients per predir si l'otitis mitjana aguda està present; ha de ser complementada amb la visualització de la membrana timpànica. Els examinadors poden utilitzar un otoscopi pneumàtic amb una bombeta de goma unida per avaluar la mobilitat de la membrana timpànica. Altres mètodes per diagnosticar l'otitis mitjana és amb una prova de timpanometria, reflectometria o audició.
En casos més greus, com els que tenen pèrdua auditiva associada o febre alta, audiometria, timpanograma, TC temporal d'os i ressonància magnètica es poden utilitzar per avaluar complicacions associades, com ara l'efusió mastoide, la formació d'abscés subperiosteal, la destrucció òssia, la trombosi venosa o la meningitis.
L'otitis aguda en nens amb protuberància moderada o severa de la membrana timpànica o nova aparició d'otorrea (drenatge) no es deu a l'otitis externa. A més, el diagnòstic es pot fer en nens que tenen una protuberància lleu del tambor de l'orella i l'aparició recent de dolor a l'orella (menys de 48 hores) o un eritema intens (enrogiment) del tambor de l'orella.
Per confirmar el diagnòstic, s'ha d'identificar l'efusió de l'orella mitjana i la inflamació del timpà (anomenada miringitis o timpanitis); els signes d'aquests són la plenitud, el protuberància, la nuvolositat i l'enrogiment del timpà. És important intentar diferenciar entre l'otitis mitjana aguda i l'otitis mitjana amb efusió (OME), ja que no es recomanen antibiòtics per a l'OME. S'ha suggerit que el protuberància de la membrana timpànica és el millor senyal per diferenciar l'OMA de l'OME, amb una protuberància de la membrana suggerint l'OMA en lloc de l'OME.
L'otitis vírica pot resultar en butllofes a la part externa de la membrana timpànica, que s'anomena miringitis bullosa (myringa en llatí significa "timó").
No obstant això, de vegades fins i tot l'examen del timpà pot no ser capaç de confirmar el diagnòstic, especialment si el canal és petit. Si la cera en el canal auditiu enfosqueix una vista clara del timpà, s'hauria de treure utilitzant una curette de cerumen blunt o un bucle de filferro. A més, el plor d'un nen petit molest pot provocar que el timpà sembli inflamat a causa de la distensió dels vasos sanguinis petits en ell, imitant la vermellor associada a l'otitis mitjana.

### Otitis mitjana aguda (OMA)
Els bacteris més comuns aïllats de l'orella mitjana a l'OMA són Streptococcus pneumoniae, Haemophilus influenzae, Moraxella catarrhalis, i Staphylococcus aureus.
A tot el món aproximadament l'11% de la població humana es veu afectada per OMA cada any, o 709 milions de casos.

### Otitis mitjana amb efusió (OME)
Otitis mitjana amb efusió (OME), també conegut com a otitis mitjana serosa (OMS) o otitis mitjana secretosa, és l'acumulació de fluids que pot ocórrer a l'orella mitjana i a les cèl·lules d'aire mastoide a causa de la pressió negativa produïda per la disfunció de la trompa d'Eustaqui. Això es pot associar amb una infecció respiratòria superior viral o infecció bacteriana com l'otitis mitjana. Una efusió pot causar pèrdua auditiva conductiva si interfereix amb la transmissió de vibracions dels ossos de l'orella mitjana al complex nerviós vestibulococlear que es creen per ones sonores.
L'OME d'inici precoç s'associa amb l'alimentació dels infants mentre estan ajaguts, l'entrada primerenca a la cura dels nens en grup, el tabaquisme parental, la falta o el període massa curt de lactància materna, i una major quantitat de temps dedicat a la cura dels nens en grup, especialment aquells amb un gran nombre de nens. Aquests factors de risc augmenten la incidència i la durada de l'OMA durant els dos primers anys de vida.

### Otitis mitjana supurativa crònica (OMSC)
L'otitis mitjana supurativa crònica és una inflamació crònica de l'orella mitjana i la cavitat mastoide que es caracteritza per la descàrrega de l'orella mitjana a través d'una membrana timpànica perforada durant almenys 6 setmanes. Es produeix després d'una infecció del tracte respiratori superior que ha portat a l'otitis mitjana aguda. Això progressa cap a una resposta inflamatòria prolongada que causa edema de la mucosa (orella mitjana), ulceració i perforació. L'oïda mitjana intenta resoldre aquesta ulceració mitjançant la producció de teixit granulat i formació de pòlips. Això pot conduir a un augment de la secreció i a la incapacitat d'aturar la inflamació, i al desenvolupament de la OMSC, que també s'associa sovint amb el colesteratoma. Hi pot haver prou pus que dreni a l'exterior de l'orella (otorrea), o el pus pot ser prou mínim per ser vist només en l'examen amb un otoscopi o microscopi binocular. El deteriorament auditiu sovint acompanya aquesta malaltia. Les persones tenen un risc més elevat de desenvolupar-lo quan tenen una funció de les trompes d'eustaqui deficient, un historial de múltiples episodis d'otitis aguda, viuen en condicions plenes i assisteixen a les instal·lacions d'atenció diürna pediàtrica. Aquells amb malformacions craniofacials com llavi esquerda i paladar, síndrome de Down i microcefàlia tenen un risc més alt.
Aproximadament el 4,4% de la població desenvolupa CSOM. Segons l'Organització Mundial de la Salut, el CSOM és una causa primària de pèrdua auditiva en nens. Els adults amb episodis recurrents de OMSC tenen un risc més alt de desenvolupar pèrdua auditiva permanent i sensorineural.
A Gran Bretanya, el 0,9% dels nens i el 0,5% dels adults tenen OMSC, sense diferència entre els sexes. La incidència a tot el món varia dràsticament on els països amb ingressos alts tenen una prevalença relativament baixa mentre que als països amb ingressos baixos la prevalença pot ser fins a tres vegades més gran. Cada any moren 21.000 persones a tot el món a causa de complicacions d'aquesta otitis.

### Otitis mitjana adhesiva
L'otitis adhesiva es produeix quan un tambor d'orella retractat es xucla a l'espai de l'orella mitjana i s'enganxa (és a dir, adherent) als ossicles i altres ossos de l'orella mitjana.